# خورشیدگرفتگی ۲۹ مه ۱۹۱۹

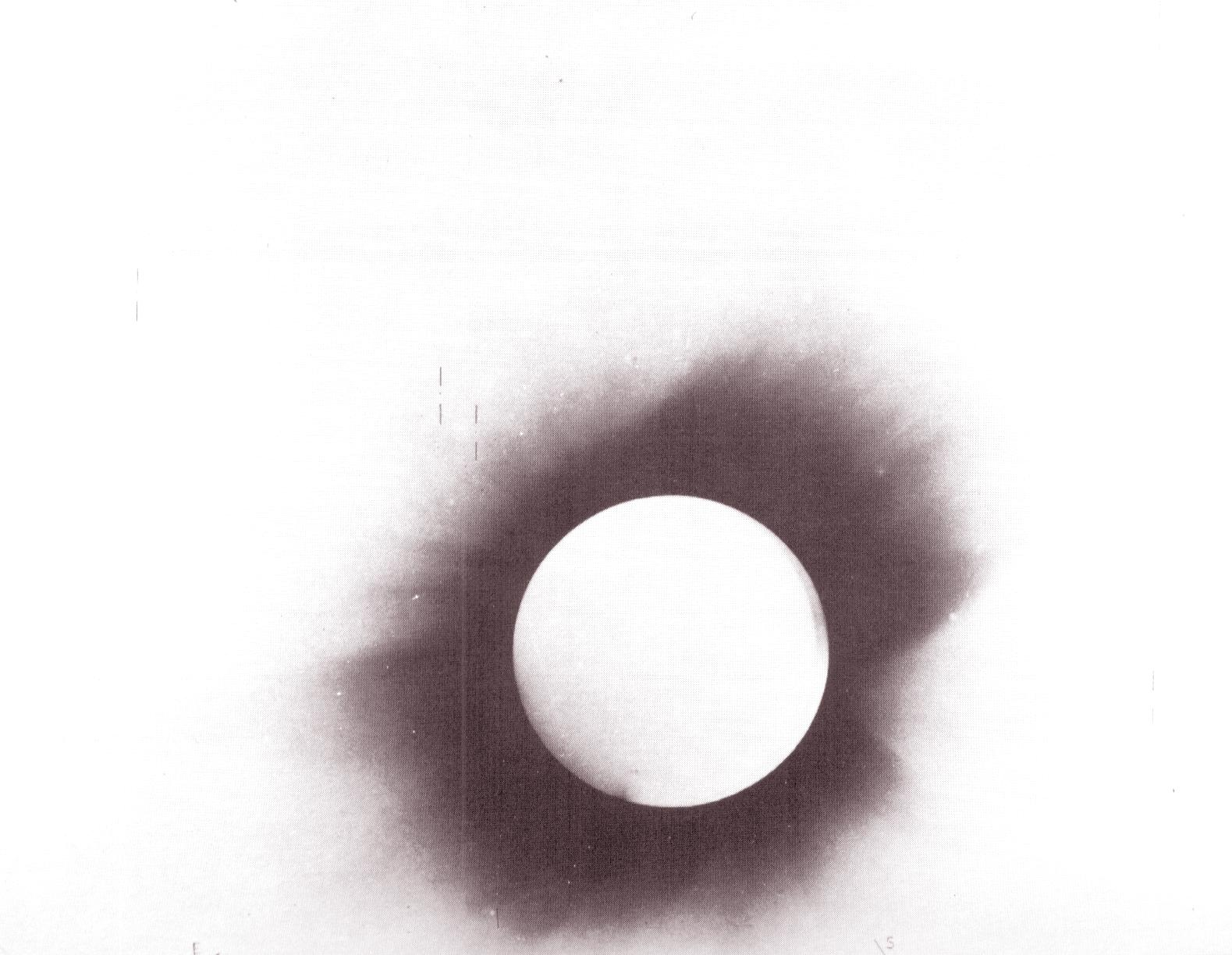
یک تصویر از خورشید گرفتگی سال ۱۹۱۹ برای آزمودن نسبیت عام.

خورشیدگرفتگی ۲۹ مه ۱۹۱۹ (به انگلیسی: Solar eclipse of May 29, 1919) یک خورشیدگرفتگی از نوع خورشیدگرفتگی کامل است. این خورشیدگرفتگی در تاریخ ۲۹ مهٔ ۱۹۱۹ میلادی (‎۷ خرداد ۱۲۹۸ خورشیدی) روی داد که زمان اوج آن، ساعت ۱۳:۰۸:۵۵ به‌وقت ساعت هماهنگ جهانی بوده‌است. مدت زمان و طول این خورشیدگرفتگی ۶ دقیقه و ۵۱ ثانیه بود.